# فينست كراب
فينست كراب (بالإنكليزية: Vincent Crabbe ) شخصية خيالية لساحر ورد في سلسلة هاري بوتر للمؤلفة البريطانية ج. ك. رولنغ. أحد الشخصيات الشريرة في السلسلة.

## نبذة عنه
ولد فينست في عام 1980 ، وهو صبي طويل ضخم الجثة، أحمق نوعًا ما . والده هو أحد أكلة الموت السابقين والحاليين.
ينتمي كراب إلى منزل سليذرين ، ويدرس في نفس سنة هاري بوتر الدراسية . يتبع كراب دراكو مالفوي في كل مكان كحارس شخصي له مع جويل. يلعب فينست في فريق سليذرين للكويدتش ، في موقع الضارب منذ سنته الثانية في هوجوورتس دائما ما يضايق هو ودراكو وجويل هاري بوتر وهرمايني ورون يساعد أمبريدج في السنة الخامسة وفي الجزء السابع سيتفوق في مادة الدفاع ضد فنون السحر الأسود لان من سيدرسهم هو سيفيروس سنيب والذي سيعلمهم فنون السحر الأسود نفسها وكطريقة للعقاب يستعملون تعويذة التعذيب وسيحاول هو ودراكو مالفوي وجويل قتل هاري بوتر في غرفه الطلب لكن هاري ورون وهرمايوني ينجون منهم .